# Lærdal
Lærdal è un comune norvegese della contea di Vestland. Ha acquisito notorietà nel 2000, grazie all'inaugurazione del tunnel di Lærdal, il quale, coi suoi 24,5 chilometri, è divenuto il tunnel più lungo del mondo.